# Cees van der Kraan
Cees (Cornelis Johannes) van der Kraan (Den Haag, 14 oktober 1916 - Muiderberg, 15 september 1999) was een Nederlands hoboïst. Cees van der Kraan was solohoboïst van het Concertgebouworkest te Amsterdam en hoofdvakdocent hobo aan het Amsterdamsch Conservatorium.

## Leven
Cees van der Kraan werd geboren uit een gezin waarvan de leden uiteindelijk tot vooraanstaande musici zouden uitgroeien. Zijn broer Frans van der Kraan werd paukenist van het Residentieorkest en wordt wel de beste paukenist van de wereld genoemd. Zijn broer Jan van der Kraan werd trompettist bij het Sydney Symphony Orchestra.
Cees van der Kraan studeerde onder begeleiding van Jaap Stotijn aan het Koninklijk Conservatorium in Den Haag. Stotijn was stichter van de alom geroemde Nederlandse hoboschool. 
Op 13 mei 1942 trad Cees van der Kraan in het huwelijk met Hendrika (Riet) Cariot in Den Haag. Zij kregen twee zonen: Rembrandt Alphons van der Kraan en Vincent van der Kraan en één dochter: Selma van der Kraan.
Tijdens de oorlogsjaren ondergedoken gezeten in Den Haag kreeg Cees van der Kraan direct na de oorlog een tijdelijke aanstelling bij het Utrechts Symphonie Orkest. Hij trad op 1 november 1945 in dienst bij het Concertgebouworkest als plaatsvervangend eerste hoboïst met het bij-instrument Engelse hoorn. In 1947 kreeg hij een vaste aanstelling als 2e solohoboïst bij dit orkest, naast de zoon van zijn vroegere leermeester Jaap Stotijn, Haakon Stotijn, toenmalig 1e solohoboïst van het Concertgebouworkest. Toen Haakon Stotijn op 3 november 1964 overleed volgde Cees van der Kraan hem op als 1e solohoboïst.
Als solist trad hij in 1960 en in 1969 op in het concert voor viool en hobo in d mineur van Bach respectievelijk onder leiding van Hans Rosbaud en Bernard Haitink, in 1964 in de compositie Canti e giuochi van Marius Flothuis met concertante partijen voor fluit, hobo, klarinet, fagot en hoorn, in 1965 Haydns Sinfonia concertante. In 1972 was hij solist in het hoboconcert van Alexander Voormolen o.l.v. Bernard Haitink en jaarlijks was hij uiteraard te horen in de passie-uitvoeringen.
Voorts is Cees van der Kraan een aantal jaren bestuurslid geweest van de vereniging 'Het Concertgebouworkest', van 1948-1957, de eerste 2 jaar als eerste secretaris en vervolgens als 2e secretaris, en van 1967-1970 in de functie van commissaris. Cees van der Kraan was in 1948-1950 actief bij het vinden van een nieuwe bestuursvorm voor het Concertgebouworkest, dat in 1951 een zelfstandige stichting werd.
In de jaren vijftig was hij tevens actief als kamermuziekspeler in het door hem opgerichte Amsterdams Blaas Trio. Cees van der Kraan werd tevens verbonden als hoofdvakdocent hobo aan het Amsterdams Conservatorium. Tot zijn leerlingen behoorden Eberhart Spelberg en Edo de Waart, beiden van hoboïst later overgestapt naar dirigent, en de hoboïsten Jan Kouwenhoven, Rolf Knap en Daan Admiraal

## Discografie (selectie)
- 1973: Centenaire Eugen Jochum 3 (Concertgebouworkest o.b.v. Eugen Jochum)[6]
- 1988: J. S. Bach: Complete Harpsichord Concerti, Vol. III[7]